# Cholmogorowka
Cholmogorowka (russisch Холмогоровка, deutsch Fuchsberg, Kreis Fischhausen/Samland) ist ein Ort in der Oblast Kaliningrad der Russischen Föderation. Er liegt im Rajon Selenogradsk und gehört zur kommunalen Selbstverwaltungseinheit Stadtkreis Selenogradsk.

## Geographische Lage
Cholmogorowka liegt etwa zwei Kilometer von der nordwestlichen Stadtgrenze der Oblasthauptstadt Kaliningrad (Königsberg) entfernt. Durch den Ort verläuft die Regionalstraße 27A-032 (einstige deutsche Reichsstraße 143), die Kaliningrad mit Pereslawskoje (Drugehnen) und Swetlogorsk (Rauschen) verbindet. Innerorts zweigt die Kommunalstraße 27K-179 nach Kowrowo (Nautzau) und Selenogradsk ab. 
Bis 1945 bestand Bahnanschluss über die nahegelegene Bahnstation in Goldschmiede (heute russisch: Dimitrowo) an der Samlandbahn, die jedoch nicht mehr bedient wird. Die nächste Bahnstation heute ist Tschkalowsk-Sapadny (Königsberg-Tannenwalde) an der Bahnstrecke Kaliningrad–Swetlogorsk.

## Geschichte

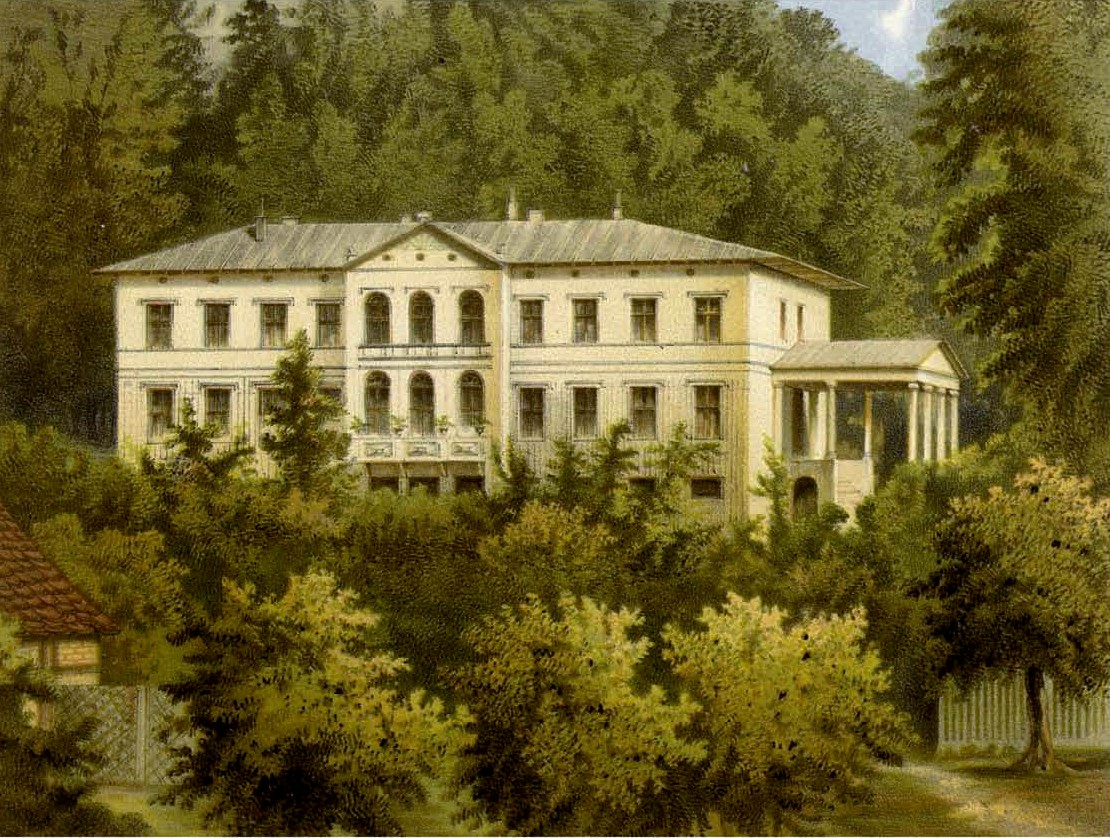
Gut Fuchsberg

Das bis 1947 Fuchsberg genannte und am Fuße des 61 Meter hohen gleichnamigen Fuchsberg gelegene Gutsdorf mit ein paar Gehöften wurde im Jahre 1874 in den neu geschaffenen Amtsbezirk Goldschmiede eingegliedert, der bis 1945 bestand und zum Landkreis Fischhausen, von 1939 bis 1945 zum Landkreis Samland im  Regierungsbezirk Königsberg der preußischen Provinz Ostpreußen gehörte. Hier gab es seit 1481 ein adliges Gut. Gutsbesitzer und Gründer war die Familie von Hirsch. Ab Mitte des 16. Jahrhunderts war die aus Oberbayern stammende Familie von Auer, die später eine der besitzträchtigsten Gutsbesitzerfamilien im Samland war, dort wohnhaft. Im Jahre 1910 zählte Fuchsberg 142 Einwohner.
Am 30. September 1928 gab Fuchsberg seine Eigenständigkeit auf und schloss sich mit den benachbarten Gutsdörfern Dammhof, Gallhöfen und Ober Alkehnen (alle heute nicht mehr existent) sowie Goldschmiede (heute Dimitrowo), Prowehren und Strittkeim (beide heute Tschkalowsk) zur neuen Landgemeinde Goldschmiede zusammen, die ab 1939 zum Landkreis Samland gehörte.
In Kriegsfolge kam Fuchsberg mit dem nördlichen Ostpreußen zur Sowjetunion und erhielt 1947 die russische Bezeichnung „Cholmogorowka“. Gleichzeitig wurde der Ort in den Dorfsowjet Matrossowski selski Sowet im Rajon Gurjewsk eingeordnet. Später gelangte der Ort in den Pereslawski selski Sowet im Rajon Selenogradsk. Von 2005 bis 2015 gehörte Cholmogorowka zur Landgemeinde Pereslawskoje selskoje posselenije und seither zum Stadtkreis Selenogradsk.

## Kirche
Fuchsberg war vor 1945 in das Kirchspiel der evangelischen Kirche Wargen (heute russisch: Kotelnikowo) eingepfarrt. Es gehörte zum Kirchenkreis Fischhausen (heute russisch: primorsk) innerhalb der Kirchenprovinz Ostpreußen der Kirche der Altpreußischen Union. Heute liegt Cholmogorowka im Einzugsbereich der evangelisch-lutherischen Auferstehungskirche in Kaliningrad (Königsberg), der Hauptkirche der Propstei Kaliningrad der Evangelisch-lutherischen Kirche Europäisches Russland.